# 埃米特 (內布拉斯加州)
埃米特（英語：Emmet）是位於美國內布拉斯加州霍爾特縣的村。

## 人口
根據2020年美國人口普查的數據，埃米特的面積為0.67平方千米，皆為陸地。當地共有人口46人，而人口密度為每平方千米69人。